# Произход на видовете
„Произходът на видовете“ (на английски: The Origin of Species) е научен труд, публикуван от британския естественик Чарлз Дарвин (1809 – 1882 г.) през 1859 г. на английски. Книгата е смятана за един от основополагащите трудове в историята на науката и може би най-значимия за биологията. В монографията Дарвин излага своята теория, че организмите еволюират с помощта на естествения подбор, като доказателствата му са данните, които събира по време на пътешествието си с кораба „Бийгъл“ от 1831 до 1836 г.
Пълното име на труда е On The Origin of Species by Means of Natural Selection, or The Preservation of Favoured Races in the Struggle for Life.